# Caloptilia dicamica
Caloptilia dicamica là một loài bướm đêm thuộc họ Gracillariidae. Nó được tìm thấy ở Brunei.